# Тюх Руслан Петрович
Русла́н Петро́вич Тюх (? — 22 липня 2022) — український військовослужбовець, полковник 383 ОП ДКЛА Повітряних сил Збройних сил України, учасник російсько-української війни. Лицар ордена Богдана Хмельницького II та III ступенів.

## Життєпис
Мешканець м. Хмельницький.
За освітою — інженер. Більш як 23 роки експлуатував БПЛА.
У 2019 році пройшов навчання в Туреччині, де отримав сертифікат та дозвіл, що підтверджують право на експлуатацію безпілотного авіаційного комплексу Bayraktar TB2. Тимчасово виконував обов'язки начальника управління безпілотної авіації Збройних сил України. Загинув 22 липня 2022 року.

## Нагороди
- орден Богдана Хмельницького II ступеня (2 серпня 2022, посмертно) — за особисту мужність і самовіддані дії, виявлені у захисті державного суверенітету та територіальної цілісності України, вірність військовій присязі[2];
- орден Богдана Хмельницького III ступеня (28 лютого 2022) — за особисту мужність і самовіддані дії, виявлені у захисті державного суверенітету та територіальної цілісності України, вірність військовій присязі[3];
- звання «Почесний громадянин Хмельницької міської територіальної громади» (23 вересня 2022, посмертно) — за мужність у захисті державного суверенітету і територіальної цілісності України в період військової агресії російської федерації проти України, видатні заслуги перед українським народом та Хмельницькою міською територіальною громадою;
- почесна грамота Хмельницької ОДА (18 червня 2007) з врученням цінного подарунка за сумлінне виконання службових обов'язків, високий професіоналізм та з нагоди 20-річчя від дня створення військової частини А3808[4].